# فرودگاه ولی ویو
فرودگاه ولی ویو (به انگلیسی: Valley View Airport)  یک فرودگاه همگانی   است که یک باند فرود آسفالت دارد و طول باند آن ۱۱۵۲ متر است. این فرودگاه در  کشور ایالات متحده آمریکا قرار دارد و در ارتفاع ۲۲۴ متری از سطح دریا واقع شده است.